# 鄭和墓
鄭和墓（ていわぼ）は、中華人民共和国南京市江寧区牛首山西南麓に位置する鄭和の墓である。
雲南生まれのイスラム教徒で、明朝の武将・宦官である鄭和の墓である。第二の故郷であり、さらに七度の南海遠征の重要拠点でもある南京の牛首山南麓に葬られたが、1985年、南京市政府は元の墓の基礎上に、イスラム風の墓を改めて建てた。
墓の規模は南北300m、東西60mであり、墓から入口方向に約50m離れた所に明代の石碑が残っている。墓の入口には鄭和紀念館がある。1982年8月には南京市文物保護単位に指定されている。周辺地域には将軍山、唐代に建てられた牛首山宏覚寺塔、牛首山の南にある祖堂山の南唐二陵がある。

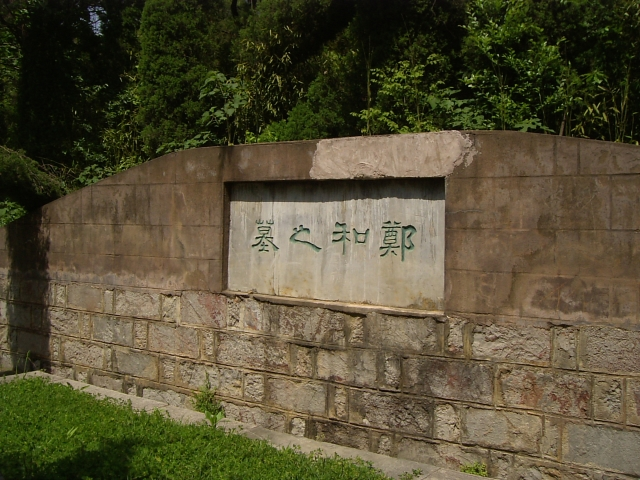
鄭和墓
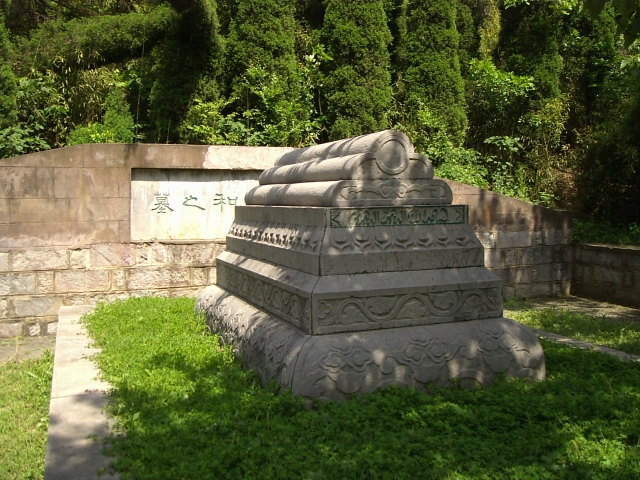
石棺
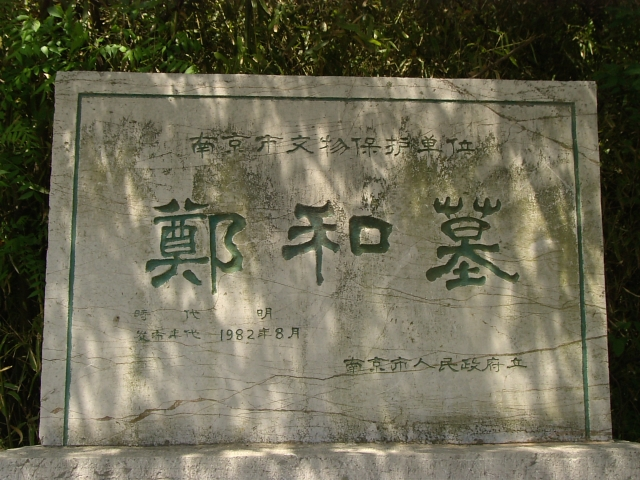
南京市文物保護単位石碑

座標: 北緯31度54分37秒 東経118度43分43秒 / 北緯31.91027度 東経118.72873度